# Lyonsia teramachii
Lyonsia teramachii is een tweekleppigensoort uit de familie van de Lyonsiidae. De wetenschappelijke naam van de soort is voor het eerst geldig gepubliceerd in 1952 door Habe.